# Koninkrijk Arakan
Het koninkrijk Arakan was een koninkrijk in het westen van het hedendaagse Myanmar in de huidige Rakhine. 
Volgens de legende werd het koninkrijk gevormd in 3325 voor Christus. 
Van 1608 tot 1683 had de VOC met tussenpozen een handelspost in Arakan, gesticht vanuit Masulipatnam door Pieter Willemsz van Elbing. 
Op 31 december 1784 werd het veroverd door het Derde Birmaanse koninkrijk.
Op 24 februari 1826 werd in het dorpje Yandabo onder een boom aan de oever van de Irrawaddy een verdrag tussen het Britse leger en het koninklijk huis van Ava ondertekend. Dit verdrag betekende het einde van de Eerste Brits-Birmese Oorlog. Arakan werd door dit verdrag onderdeel van Brits-Indië. Na het einde van de derde Brits-Birmese oorlog werd op 1 januari 1886 geheel Burma door de Britten geannexeerd en bij Brits-Indië gevoegd. Daarmee eindigde ook het Derde Birmaanse koninkrijk. Arakan werd vervolgens onderdeel van Brits-Burma, en is de voorloper van de huidige deelstaat Rakhine.